# 6944 Elaineowens
A 6944 Elaineowens (ideiglenes jelöléssel (6944) 1979 MR3) a Naprendszer kisbolygóövében található aszteroida. Eleanor F. Helin és Schelte J. Bus fedezte fel 1979. június 25-én.